# Underwood (Iowa)
Underwood ist eine Kleinstadt (mit dem Status „City“) im Pottawattamie County im US-amerikanischen Bundesstaat Iowa. Das U.S. Census Bureau hat bei der Volkszählung 2020 eine Einwohnerzahl von 954 ermittelt.
Underwood ist Bestandteil der beiderseits des Missouri in den Bundesstaaten Iowa und Nebraska gelegenen Metropolregion Omaha-Council Bluffs.

## Geografie
Underwood liegt im Westen Iowas am Nordwestufer des Mosquito Creek, der über den Missouri zum Stromgebiet des Mississippi gehört.
Die geografischen Koordinaten von Underwood sind 41°23′13″ nördlicher Breite und 95°40′36″ westlicher Länge. Das Stadtgebiet erstreckt sich über eine Fläche von 1,19 km². Underwood ist die größte Ortschaft innerhalb der Norwalk Township.
Das Stadtzentrum von Council Bluffs liegt 23 km südwestlich von Underwood. Weitere Nachbarorte sind Neola (8,9 km nordöstlich), Minden (16,1 km in der gleichen Richtung), Bentley (7,1 km östlich), McClelland (8,9 km südlich)‚ Weston (8,3 km südwestlich) und Crescent (19,5 km westsüdwestlich).
Die nächstgelegenen größeren Städte sind Sioux City (159 km nordwestlich), Iowas Hauptstadt Des Moines (212 km östlich), Nebraskas größte Stadt Omaha (36 km südwestlich) und Nebraskas Hauptstadt Lincoln (121 km in der gleichen Richtung).

## Verkehr
Entlang der südöstlichen Stadtgrenze von Underwood verläuft der Interstate Highway 80, der hier die kürzeste Verbindung von Des Moines nach Omaha bildet. Durch das Stadtgebiet führen nur untergeordnete Landstraßen, teils unbefestigte Fahrwege sowie innerörtliche Verbindungsstraßen.
Mit dem Council Bluffs Municipal Airport befindet sich 21 km südwestlich ein kleiner Flugplatz für die Allgemeine Luftfahrt und den Lufttaxiverkehr. Die nächsten Verkehrsflughäfen sind das Eppley Airfield in Omaha (34 km südwestlich) und der Des Moines International Airport (193 km östlich).

## Bevölkerung
Nach der Volkszählung im Jahr 2010 lebten in Underwood 917 Menschen in 330 Haushalten. Die Bevölkerungsdichte betrug 770,6 Einwohner pro Quadratkilometer. In den 330 Haushalten lebten statistisch je 2,78 Personen.
Ethnisch betrachtet setzte sich die Bevölkerung zusammen aus 97,8 Prozent Weißen, 0,9 Prozent Afroamerikanern, 0,1 Prozent amerikanischen Ureinwohnern, 0,2 Prozent Asiaten sowie 0,1 Prozent aus anderen ethnischen Gruppen; 0,9 Prozent stammten von zwei oder mehr Ethnien ab. Unabhängig von der ethnischen Zugehörigkeit waren 1,3 Prozent der Bevölkerung spanischer oder lateinamerikanischer Abstammung.
33,2 Prozent der Bevölkerung waren unter 18 Jahre alt, 57,1 Prozent waren zwischen 18 und 64 und 9,7 Prozent waren 65 Jahre oder älter. 51,1 Prozent der Bevölkerung waren weiblich.
Das mittlere jährliche Einkommen eines Haushalts lag im Jahr 2014 bei 75.192 USD. Das Pro-Kopf-Einkommen betrug 27.454 USD. 7,3 Prozent der Einwohner lebten unterhalb der Armutsgrenze.